# کلماتیس
 کلماتیس(نام علمی: Clematis) نام یک سرده با بیش از ۳۸۰ گونه از تیره آلالگان است. پیوندها و رقمهای باغی آنها در میان باغبانان محبوب بوده، و با کلماتیس جکمانی(Clematis 'Jackmanii) که از سال ۱۸۶۲ یکی از محصولات اصلی باغی بوده، شروع شده است. ارقام بیشتری به طور مداوم تولید می شوند که عمدتاً چینی و ژاپنی هستند.